# Associazione Calcio Brescia 1968-1969
Questa pagina raccoglie le informazioni riguardanti l'Associazione Calcio Brescia nelle competizioni ufficiali della stagione 1968-1969.

## Stagione
Dopo la retrocessione, immediato il ritorno nella massima serie per le rondinelle che si piazzano due punti dietro alla Lazio.
Il presidente Aldo Lupi, aiutato dal sindaco di Brescia Bruno Boni e dal general manager Brunetto Fedi impongono un profondo rinnovamento: ad allenare la squadra viene chiamato Arturo Silvestri.
Egidio Salvi viene ceduto al Napoli dove raggiunge l'amico Ottavio Bianchi, Giuseppe Tomasini approda a Cagliari dove la successiva stagione conquisterà lo scudetto. Gaetano Troja torna al suo Palermo, Ariedo Braida va al Mantova.
Molte le partenze e tanti gli arrivi in biancoazzurro dal calciomercato: Ivano Bosdaves dal Napoli, dal L.R. Vicenza Mauro Bicicli, dal Pescara Giorgio Fanti, dalla Torres Antonello Cuccureddu, ma il piatto forte del mercato è il ritorno a Brescia dalla Juventus di Gigi De Paoli che dopo due stagioni in bianconero torna a indossare la casacca con la V sul petto.
Sempre dalla Juventus arriva Luigi Simoni, dal Cagliari lo stopper Raffaello Vescovi e dal Perugia arriva l'attaccante Claudio Turchetto.
Ad Arturo Silvestri il compito di assemblare tanti talenti, di farli diventare squadra. Si inizia il torneo cadetto con due sconfitte al sud, poi parte la marcia delle rondinelle che riportano il Brescia nella massima serie. La promozione è sancita all'ultima giornata il 22 giugno 1969 con la vittoria (4-0) sul Padova, con una doppietta di Gigi De Paoli nel giorno del suo 31º compleanno. Questi vincerà con 18 reti anche la classifica dei marcatori della Serie B.
In Coppa Italia il Brescia vince il suo raggruppamento per poi venire eliminato dalla Roma nei quarti di finale.

## Rosa
| N. |                   | Ruolo | Calciatore        |
| -- | ----------------- | ----- | ----------------- |
|    | Italia (bandiera) | P     | Luigi Brotto      |
|    | Italia (bandiera) | P     | Ernesto Galli     |
|    | Italia (bandiera) | P     | Renzo Restani     |
|    | Italia (bandiera) | D     | Alberto Fumagalli |
|    | Italia (bandiera) | D     | Bernardino Busi   |
|    | Italia (bandiera) | D     | Giovanni Botti    |
|    | Italia (bandiera) | D     | Raffaello Vescovi |
|    | Italia (bandiera) | D     | Fernando Mangili  |
|    | Italia (bandiera) | C     | Dino D'Alessi     |
|    | Italia (bandiera) | C     | Carlo Volpi       |

| N. |                   | Ruolo | Calciatore           |
| -- | ----------------- | ----- | -------------------- |
|    | Italia (bandiera) | C     | Mauro Bicicli        |
|    | Italia (bandiera) | C     | Antonello Cuccureddu |
|    | Italia (bandiera) | C     | Giorgio Fanti        |
|    | Italia (bandiera) | C     | Luigi Simoni         |
|    | Italia (bandiera) | A     | Ivano Bosdaves       |
|    | Italia (bandiera) | A     | Virginio De Paoli    |
|    | Italia (bandiera) | A     | Claudio Turchetto    |
|    | Italia (bandiera) | A     | Mauro Nardoni        |
|    | Italia (bandiera) | A     | Walter Frisoni       |

## Risultati

### Serie B

#### Girone di andata
| Arbitro: | Caligaris (Alessandria) |

|              |           |  |
| Vallongo 13’ | Marcatori |  |

| Arbitro: | Francescon (Padova) |

|              |           |  |
| Saltutti 62’ | Marcatori |  |

| Arbitro: | Branzoni (Pavia) |

|                          |           |  |
| Nardoni 23’ Bosdaves 34’ | Marcatori |  |

| Cesena 20 ottobre 1968 4ª giornata | Cesena          | 0 – 0 | Brescia | Stadio La Fiorita\| Arbitro: \| Genel (Trieste) \| |
| Arbitro:                           | Genel (Trieste) |       |         |                                                    |

| Brescia 3 novembre 1968 5ª giornata | Brescia            | 0 – 0 | Livorno | Stadio Mario Rigamonti\| Arbitro: \| Possagno (Treviso) \| |
| Arbitro:                            | Possagno (Treviso) |       |         |                                                            |

| Arbitro: | D'Agostini (Roma) |

|          |           |              |
| Fara 74’ | Marcatori | 22’ De Paoli |

| Arbitro: | Caligaris (Alessandria) |

|                                |           |  |
| Turchetto 7’, 73’ Bosdaves 89’ | Marcatori |  |

| Arbitro: | Gussoni (Tradate) |

|  |           |                   |
|  | Marcatori | 69’ (aut.) Pienti |

| Arbitro: | De Marchi (Pordenone) |

|                     |           |          |
| De Paoli 10’ (rig.) | Marcatori | 32’ Ghio |

| Arbitro: | Angonese (Mestre) |

|             |           |                           |
| Merighi 52’ | Marcatori | 45’ De Paoli 89’ Bosdaves |

| Arbitro: | Bernardis (Roma) |

|                         |           |               |
| Turchetto 41’, 59’, 70’ | Marcatori | 84’ Ballarini |

| Arbitro: | Bianchi (Firenze) |

|              |           |  |
| Bosdaves 62’ | Marcatori |  |

| Arbitro: | Pieroni (Roma) |

|             |           |                        |
| Micheli 45’ | Marcatori | 13’ Volpi 75’ De Paoli |

| Arbitro: | Gonella (Torino) |

|                                              |           |  |
| Simoni 19’ Turchetto 31’ De Paoli 56’ (rig.) | Marcatori |  |

| Arbitro: | Lattanzi (Roma) |

|               |           |  |
| Cavazzoni 75’ | Marcatori |  |

| Arbitro: | Di Tonno (Lecce) |

|                                 |           |                         |
| Turchetto 29’, 39’ D'Alessi 58’ | Marcatori | 42’ Rozzoni 64’ Liguori |

| Arbitro: | Genel (Trieste) |

|             |           |               |
| Aristei 12’ | Marcatori | 26’ Turchetto |

| Arbitro: | Angonese (Mestre) |

|            |           |               |
| Nardoni 5’ | Marcatori | 2’ Mascheroni |

| Padova 9 febbraio 1969 19ª giornata | Padova          | 0 – 0 | Brescia | Stadio Silvio Appiani\| Arbitro: \| Giunti (Arezzo) \| |
| Arbitro:                            | Giunti (Arezzo) |       |         |                                                        |

#### Girone di ritorno
| Arbitro: | Picasso (Chiavari) |

|              |           |              |
| De Paoli 66’ | Marcatori | 75’ Vallongo |

| Arbitro: | Lattanzi (Roma) |

|                                   |           |                       |
| De Paoli 7’, 17’ (rig.) Volpi 31’ | Marcatori | 43’ Maioli 62’ Pavone |

| Arbitro: | Vacchini (Milano) |

|  |           |                  |
|  | Marcatori | 82’ (aut.) Bravi |

| Arbitro: | Trono (Torino) |

|              |           |  |
| De Paoli 87’ | Marcatori |  |

| Livorno 16 marzo 1969 24ª giornata | Livorno              | 0 – 0 | Brescia | Stadio Comunale\| Arbitro: \| Barbaresco (Cormons) \| |
| Arbitro:                           | Barbaresco (Cormons) |       |         |                                                       |

| Arbitro: | Monti (Ancona) |

|                  |           |                           |
| De Paoli 3’, 28’ | Marcatori | 56’ Paganini 67’ Galletti |

| Arbitro: | Possagno (Treviso) |

|                         |           |  |
| Achilli 15’ Pantani 68’ | Marcatori |  |

| Arbitro: | Giunti (Arezzo) |

|              |           |  |
| D'Alessi 69’ | Marcatori |  |

| Arbitro: | Gonella (Torino) |

|               |           |  |
| Fortunato 64’ | Marcatori |  |

| Arbitro: | Caligaris (Alessandria) |

|                                      |           |  |
| Bosdaves 39’ Simoni 52’ De Paoli 85’ | Marcatori |  |

| Arbitro: | Trono (Torino) |

|              |           |  |
| Cattaneo 21’ | Marcatori |  |

| Arbitro: | Picasso (Chiavari) |

|                          |           |  |
| Fanti 3’ (aut.) Fava 54’ | Marcatori |  |

| Brescia 15 maggio 1969 32ª giornata | Brescia       | 0 – 0 | Mantova | Stadio Mario Rigamonti\| Arbitro: \| Motta (Monza) \| |
| Arbitro:                            | Motta (Monza) |       |         |                                                       |

| Ferrara 18 maggio 1969 33ª giornata | SPAL                         | 0 – 0 | Brescia | Stadio Comunale\| Arbitro: \| De Robbio (Torre Annunziata) \| |
| Arbitro:                            | De Robbio (Torre Annunziata) |       |         |                                                               |

| Arbitro: | Genel (Trieste) |

|                                |           |  |
| De Paoli 32’ (rig.) Simoni 72’ | Marcatori |  |

| Terni 1º giugno 1969 35ª giornata | Ternana             | 0 – 0 | Brescia | Stadio Viale Brin\| Arbitro: \| Francescon (Padova) \| |
| Arbitro:                          | Francescon (Padova) |       |         |                                                        |

| Arbitro: | Gonella (Torino) |

|                   |           |  |
| De Paoli 24’, 45’ | Marcatori |  |

| Arbitro: | Bernardis (Trieste) |

|            |           |           |
| Rivara 49’ | Marcatori | 72’ Volpi |

| Arbitro: | Lattanzi (Roma) |

|                                          |           |  |
| De Paoli 20’, 53’ Nardoni 49’ Simoni 65’ | Marcatori |  |

### Coppa Italia

#### Girone 8
| Arbitro: | Trono (Torino) |

|                           |           |                                              |
| Braida 9’ Enzo 70’ (rig.) | Marcatori | 16’, 73’ De Paoli 28’ D'Alessi 30’ Turchetto |

| Arbitro: | Serafino (Roma) |

|                    |           |               |
| Turchetto 47’, 57’ | Marcatori | 63’ Carminati |

| Arbitro: | Lattanzi (Roma) |

|              |           |                             |
| D'Alessi 10’ | Marcatori | 21’ Cappellini 76’ Leonardi |

| Arbitro: | Genel (Trieste) |

|           |           |  |
| Volpi 77’ | Marcatori |  |

| Arbitro: | Michelotti (Parma) |

|                                     |           |  |
| Capello 2’ Cordova 70’ Scaratti 86’ | Marcatori |  |

## Statistiche

### Statistiche di squadra
| Competizione | Punti | In casa | In casa | In casa | In casa | In casa | In casa | In trasferta | In trasferta | In trasferta | In trasferta | In trasferta | In trasferta | Totale | Totale | Totale | Totale | Totale | Totale | DR  |
| Competizione | Punti | G       | V       | N       | P       | Gf      | Gs      | G            | V            | N            | P            | Gf           | Gs           | G      | V      | N      | P      | Gf     | Gs     | DR  |
| ------------ | ----- | ------- | ------- | ------- | ------- | ------- | ------- | ------------ | ------------ | ------------ | ------------ | ------------ | ------------ | ------ | ------ | ------ | ------ | ------ | ------ | --- |
| Serie B      | 48    | 19      | 13      | 6       | 0       | 37      | 10      | 19           | 4            | 8            | 7            | 9            | 14           | 38     | 17     | 14     | 7      | 46     | 24     | +22 |
| Coppa Italia |       | ..      | ..      | .       | .       | ..      | ..      | ..           | .            | ..           | .            | ..           | ..           | ..     | ..     | ..     | .      | ..     | ..     | +.. |
| Totale       |       | ..      | ..      | .       | .       | ..      | ..      | ..           | .            | ..           | .            | ..           | ..           | ..     | ..     | ..     | .      | ..     | ..     | +.. |

### Statistiche dei giocatori
| Giocatore     | Serie B  | Serie B | Coppa Italia | Coppa Italia | Totale   | Totale |
| Giocatore     | Presenze | Reti    | Presenze     | Reti         | Presenze | Reti   |
| ------------- | -------- | ------- | ------------ | ------------ | -------- | ------ |
| M. Bicicli    | 26       | 0       | ?            | ?            | 26+      | 0+     |
| I. Bosdaves   | 35       | 5       | ?            | ?            | 35+      | 5+     |
| G. Botti      | 29       | 0       | ?            | ?            | 29+      | 0+     |
| L. Brotto     | 26       | -16     | ?            | ?            | 26+      | -16+   |
| B. Busi       | 35       | 0       | ?            | ?            | 35+      | 0+     |
| A. Cuccureddu | 23       | 0       | ?            | ?            | 23+      | 0+     |
| D. D'Alessi   | 36       | 2       | ?            | ?            | 36+      | 2+     |
| V. De Paoli   | 36       | 18      | ?            | ?            | 36+      | 18+    |
| G. Fanti      | 11       | 0       | ?            | ?            | 11+      | 0+     |
| W. Frisoni    | 5        | 0       | ?            | ?            | 5+       | 0+     |
| A. Fumagalli  | 33       | 0       | ?            | ?            | 33+      | 0+     |
| E. Galli      | 14       | -8      | ?            | ?            | 14+      | -8+    |
| M. Nardoni    | 13       | 3       | ?            | ?            | 13+      | 3+     |
| L. Simoni     | 37       | 4       | ?            | ?            | 37+      | 4+     |
| C. Turchetto  | 24       | 7       | ?            | ?            | 24+      | 7+     |
| R. Vescovi    | 31       | 0       | ?            | ?            | 31+      | 0+     |
| C. Volpi      | 32       | 3       | ?            | ?            | 32+      | 3+     |